# クレーディト・アルティジャーノ
クレーディト・アルティジャーノ (Credito Artigiano) は、イタリアの銀行の一つで、クレーディトヴァルテッリネーゼ・グループに属している。 

## 略歴
1946年に企業家ジュゼッペ・ヴィズマーラにより設立され、1995年にはクレーディト・ヴァルテッリネーゼ・グループに参入した。
1999年7月14日からミラノのイタリア証券取引所に上場した。バチカンの宗教事業協会の主要取引行の1つである。